# Ana Dabović
Ana Dabović  (Cetiña, Montenegro, 18 de agosto de 1989) es una jugadora de baloncesto Serbia. Con 1.83 metros de estatura, juega en la posición de escolta. Es hermana de la también baloncestista Milica Dabović.